# Argonski laser
Argonski laser je plinski laser, koji kao aktivni laserski medij koristi jednostruko nabijene katione argona, koji se stvaraju električnim izbojem u plinu argonu.

## Opis
Kao i ostali plinski laseri, argonski se laser sastoji od cijevi ispunjene plinom pod niskim tlakom, u ovom slučaju argonom s dva paralelna zrcala na svakom kraju cijevi. Zrcala se koriste kako bi zarobila zraku svjetlosti unutar cijevi, čineći lasersku šupljinu. Na krajevima cijevi nalaze se elektrode pod visokim naponom (oko 10000 V). Te elektrode proizvode veliki broj brzih elektrona u cijevi, koji sudarima s atomima argona mogu izbiti elektron iz atoma i nastali ion ostaviti u nekom pobuđenom stanju. Iz tih pobuđenih stanja ion argona u vrlo kratkom vremena pada u 4p stanje. Laserski prijelaz je između 4p i 4s stanja. Iz 4s stanja ion argona pada u osnovno stanje emitiranjem fotona od 74 nm, što je u ultraljubičastom području. Zbog spin-orbitalnog sprezanja 4s i 4p stanja su pocjepana u više hiperfinih stanja, pa je između njih moguće više prijelaza različite energije.
Postavljanjem monokromatora u lasersku šupljinu moguće je filtrirati sve fotone koji nemaju odabranu valnu duljinu, pa će samo oni fotoni koji prođu kroz monokromator i izazvati stimuliranu emisiju zračenja i tvoriti lasersku zraku. Zbog toga se argonski laser može ugoditi na valne duljine: 351 nm, 454,6 nm, 457,9 nm, 465,8 nm, 476,5 nm, 488,0 nm, 496,5 nm, 501,7 nm, 514,5 nm i 528,7 nm. Najčešće se koristi valna duljina 514,5 nm, što je zelena svjetlost.
Kako je za rad argonskog lasera potrebno ionizirati atome, potrebno je uložiti puno enegije za taj proces. Prilikom rada lasera deekscitacijom atoma iz viših pobuđenih stanja u 4p stanje stvara se mnogo topline, a puno energije se gubi i deekscitacijom 4s stanja. Zbog toga argonski laseri troše jako puno energije. Za 100 mW izlazne snage potrebno je primijeniti struju jakosti od oko 100 ampera. Argonski laser zahtijeva posebno izveden sustav hlađenja. Zbog toga, argonske lasere prati mnoštvo dodatne opreme, što ih čini jako skupima.

## Primjena
Argonski laseri se koriste za pobuđivanje laserskog medija drugih lasera (laseri s bojilima). U Ramanovoj spektroskopiji se koriste kao pobudna linija za Ramanove prijelaze.